# كينسينغتون (نيوهامشير)
كينسينغتون (بالإنجليزية: Kensington, New Hampshire)‏ هي بلدة أمريكية تقع في الولايات المتحدة في Rockingham County. يقدر عدد سكانها بـ 2,124 نسمة ومساحتها 31.0 كم2 وترتفع عن سطح البحر 35 متر.